# 天主教札幌教区
天主教札幌教區 （拉丁語：Dioecesis Sapporensis）是日本一個羅馬天主教教區，屬東京總教區。主教為勝谷太治。

## 歷史

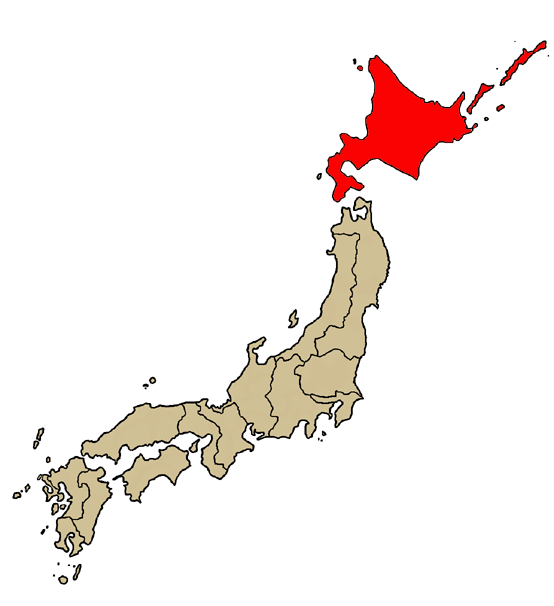
札幌教區管轄範圍圖

1915年2月12日設監牧區，1929年3月30日升代牧區。1952年12月11日升為教區。

## 現況
教區範圍包括北海道。2001年有教友17,763人、68個堂區、67名司鐸。主教為勝谷太治。

## 外部連結
- 札幌教区官方網站 （页面存档备份，存于）